# Compton King
 (septembre 2017).
Si vous disposez d'ouvrages ou d'articles de référence ou si vous connaissez des sites web de qualité traitant du thème abordé ici, merci de compléter l'article en donnant les références utiles à sa vérifiabilité et en les liant à la section « Notes et références ».
Albums de The Game
Blood Dreams
(2008) The WestCoast Blokk Monster
(2008)
Compton King est une mixtape non officielle du rappeur et acteur américain The Game, sortie en 2008.

## Liste des titres
| No  | Titre                                              | Durée |
| --- | -------------------------------------------------- | ----- |
| 1.  | No More Fun and Games                              | 2:36  |
| 2.  | No Mercy (feat. Cuban Link)                        | 2:53  |
| 3.  | Growing Up in the Hood (feat. Obie Trice)          | 3:18  |
| 4.  | Dead Bodies (feat. Prodigy)                        | 4:18  |
| 5.  | Gotta Get It (feat. Jay-Z, Dr. Dre)                | 3:00  |
| 6.  | Still Crusin (feat. Eazy-E)                        | 2:28  |
| 7.  | Where I'm From                                     | 3:34  |
| 8.  | Runnin (feat. Tony Yayo)                           | 3:40  |
| 9.  | Behind Us (feat. Kanye West, Ludacris)             | 2:51  |
| 10. | Street Music (feat. Sheek Louch)                   | 3:33  |
| 11. | Black Wall Street (feat. Jim Jones, Juelz Santana) | 4:22  |
| 12. | Never Be Friends                                   | 1:40  |
| 13. | Hard Liquor                                        | 3:31  |